# 服部孝

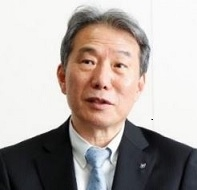
外務省より公表された肖像

服部 孝（はっとり たかし、1955年1月22日 - ）は、日本の実業家、外交官。豊田通商専務取締役アフリカ本部長を経て、駐スーダン特命全権大使を歴任。

## 経歴・人物
愛知県出身。1978年名古屋工業大学工学部卒業、豊田通商入社。2001年豊田通商アフリカ社長。2006年豊田通商執行役員。2011年豊田通商常務執行役員。2012年豊田通商常務取締役。2015年豊田通商専務取締役。豊田通商でアフリカ事業に長年携わり、2017年からは初代アフリカ本部長を務めた。豊田通商エグゼクティブ・アドバイザーを経て、2020年駐スーダン特命全権大使。2021年、姫野勉駐ガーナ大使、伊藤直樹駐バングラデシュ大使、山崎和之在ジュネーブ日本政府代表部大使、鈴木康久駐ニカラグア大使、梨田和也駐タイ大使に続き、新型コロナウイルス感染症を発症。2023年11月21日付で、駐スーダン特命全権大使を離任。